# Muskelverhärtung
Eine Muskelverhärtung entsteht durch eine Verspannung der Muskulatur, d. h. durch eine ununterbrochene Anspannung derselbigen, oder durch eine Myogelose. Häufige Ursachen sind eine Überbelastung beim Sport, Fehlhaltungen oder Fehlbelastungen durch Schonhaltung (z. B. bei Arthrosen) und eingeklemmte Nerven. Daneben können seltener auch Verletzungen, z. B. durch ein Hämatom oder ein Mineralstoffmangel oder Vitaminmangel eine Muskelverhärtung verursachen. In einigen Fällen ist eine psychosomatische Komponente nicht auszuschließen – auch wenn dies noch nicht abschließend und genügend erforscht ist.
Muskelverhärtungen entstehen dadurch, dass die anhaltend angespannten Muskelfasern die Kapillaren innerhalb der Muskulatur zusammendrücken. Dies führt zu einer Einschränkung der Durchblutung, die wiederum zu einer anhaltenden Entzündung führen kann. Um weitere Verletzungen zu vermeiden, spannt sich die Muskulatur automatisch an, so dass eine sich selbstverstärkende Wirkung von Anspannung, verminderter Durchblutung und Entzündung entsteht.
Die verbreitetste Maßnahme, um eine Muskelverhärtung zu behandeln, ist eine Massage, um das Gewebe zu mobilisieren (z. B. mit einer sogenannten Querfriktion). Daneben fördert auch die Anwendung von Wärme (lokal oder mit Kneipp-Güssen) oder eine Akupressur die lokale Durchblutung und reduziert die Verspannung. Auch die Triggerpunkttherapie und Dehngymnastik zielen darauf, lokal begrenzte Muskelverhärtungen zu beseitigen.
Bei schweren Symptomen werden zur Behandlung auch Entzündungshemmer und zentrale Muskelrelaxantien empfohlen, um z. B. ein mögliches Kompartmentsyndrom auszuschließen.
Durchschnittlich dauert eine Muskelverhärtung bis zur Regenerierung vier Tage.